# Anila arrecta
Anila arrecta là một loài thực vật có hoa trong họ Đậu. Loài này được (Hochst. ex A. Rich.) Kuntze mô tả khoa học đầu tiên năm 1891.